# Jaroslav Riedl
Jaroslav Riedl (2. ledna 1893 Královské Vinohrady – květen 1945 ?) byl český malíř a legionář.

## Život
Narodil se na Královských Vinohradech v rodině sochaře Antonína Riedla. V roce 1909 nastoupil ke studiu na pražské Akademii výtvarných umění u prof. Vlaho Bukovace. Po čase však přestoupil k prof. Janu Preislerovi, kde také v roce 1914 studium ukončil. Ve stejném roce v důsledku mobilizace odešel do války a byl poslán na ruskou frontu. V roce 1915 se dostal do ruského zajetí a v následujícím roce vstoupil do československých legií. Byl přidělen k 10. rotě 1. čs. střeleckého pluku s nímž se zúčastnil bitvy u Zborova. Poté byl přidělen ke 3. čs. střeleckému pluku, kde velel výzvědné rotě. Do Československa se vrátil 20. lodním transportem v roce 1920 v hodnosti poručíka. Po návratu zůstal aktivním důstojníkem a od roku 1926 působil jako výtvarný referent v Památníku osvobození.
V letech 1920–1922 vystavoval svá díla na členských výstavách Umělecké besedy v Praze a v letech 1923–1927 vystavoval společně se Sdružením severočeských výtvarných umělců. Roku 1933 se aktivně zapojil do skupiny Klín, která sdružovala různé malíře, například Emanuela Frintu, J. Herbsta, J. Kodla, Pravoslava Kotíka a dalších. V roce 1926 začal Jaroslav Riedl malovat pro Památník osvobození cyklus dvanácti olejomaleb pod názvem Československý voják v zahraničí. Pro Vojenskou akademii v Hranicích namaloval portrét prezidenta T.G.Masaryka na koni v životní velikosti. Na konci druhé světové války byl začátkem února 1945 za odbojovou činnost zatčen a uvězněn v koncentračních táborech. Zahynul při pochodu smrti v květnu roku 1945, není však známo kdy a kde zemřel. Jeho tělo nebylo nikdy nalezeno.
Jaroslav Riedl byl aktivním členem Umělecké besedy v Praze a Sdružení severočeských výtvarných umělců, jehož byl v roce 1927 i předsedou.

## Galerie

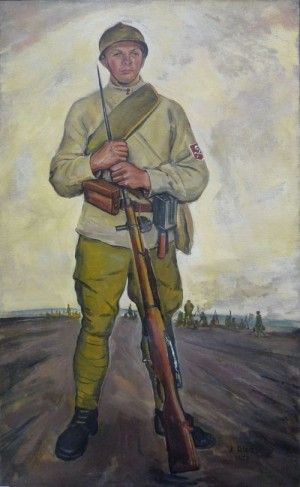
Příslušník úderného praporu
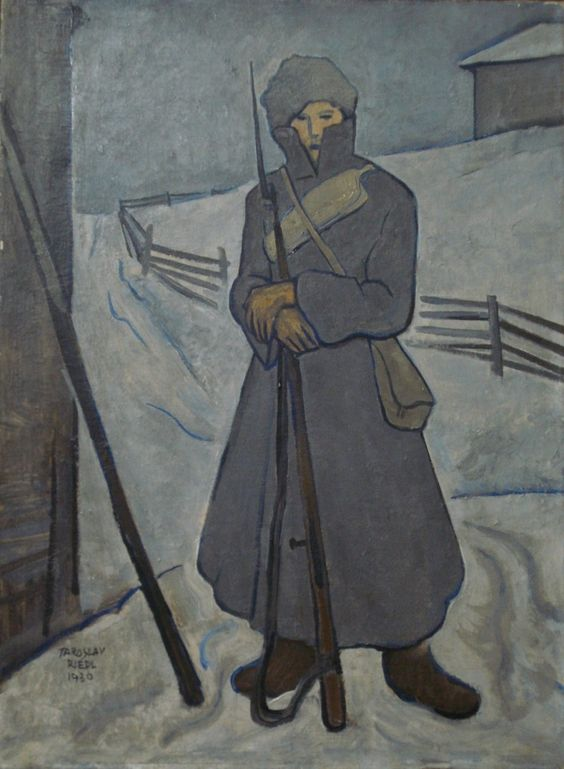
Strážný čs. legií v Rusku (1930)
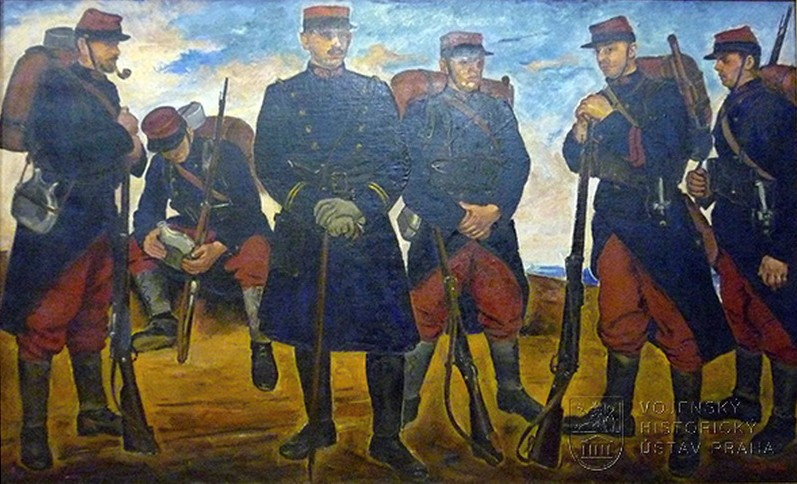
Rota Nazdar (1928)
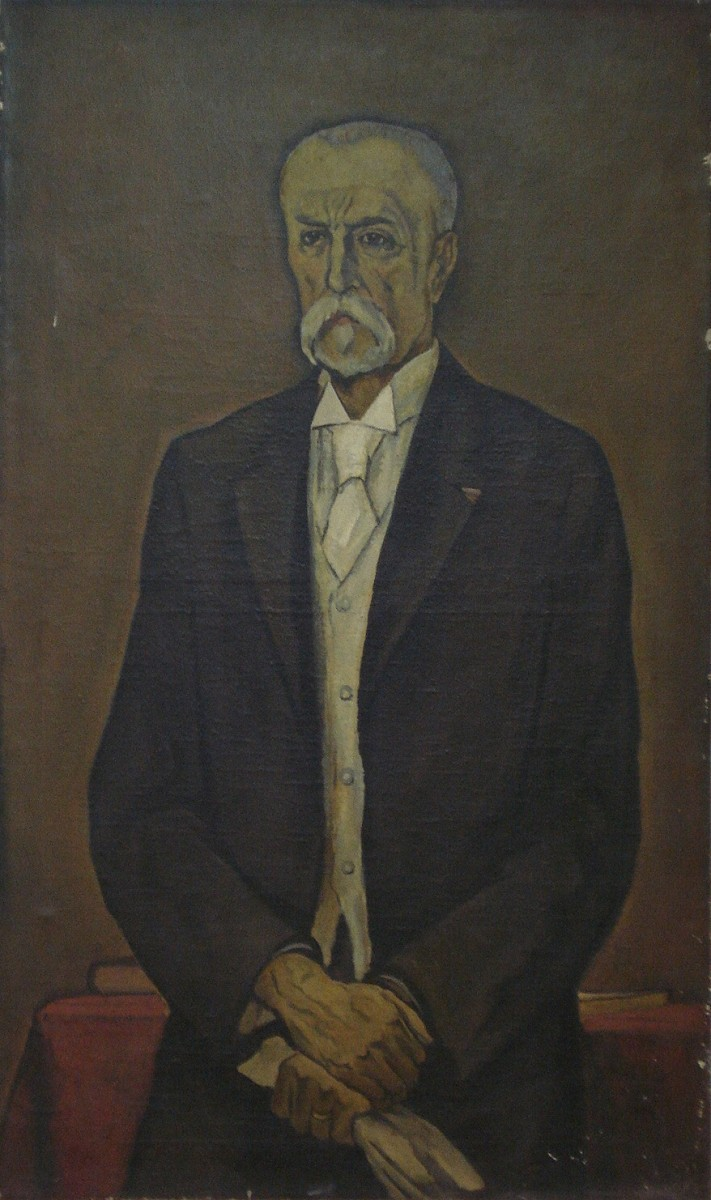
Tomáš Garrigue Masaryk (1930)
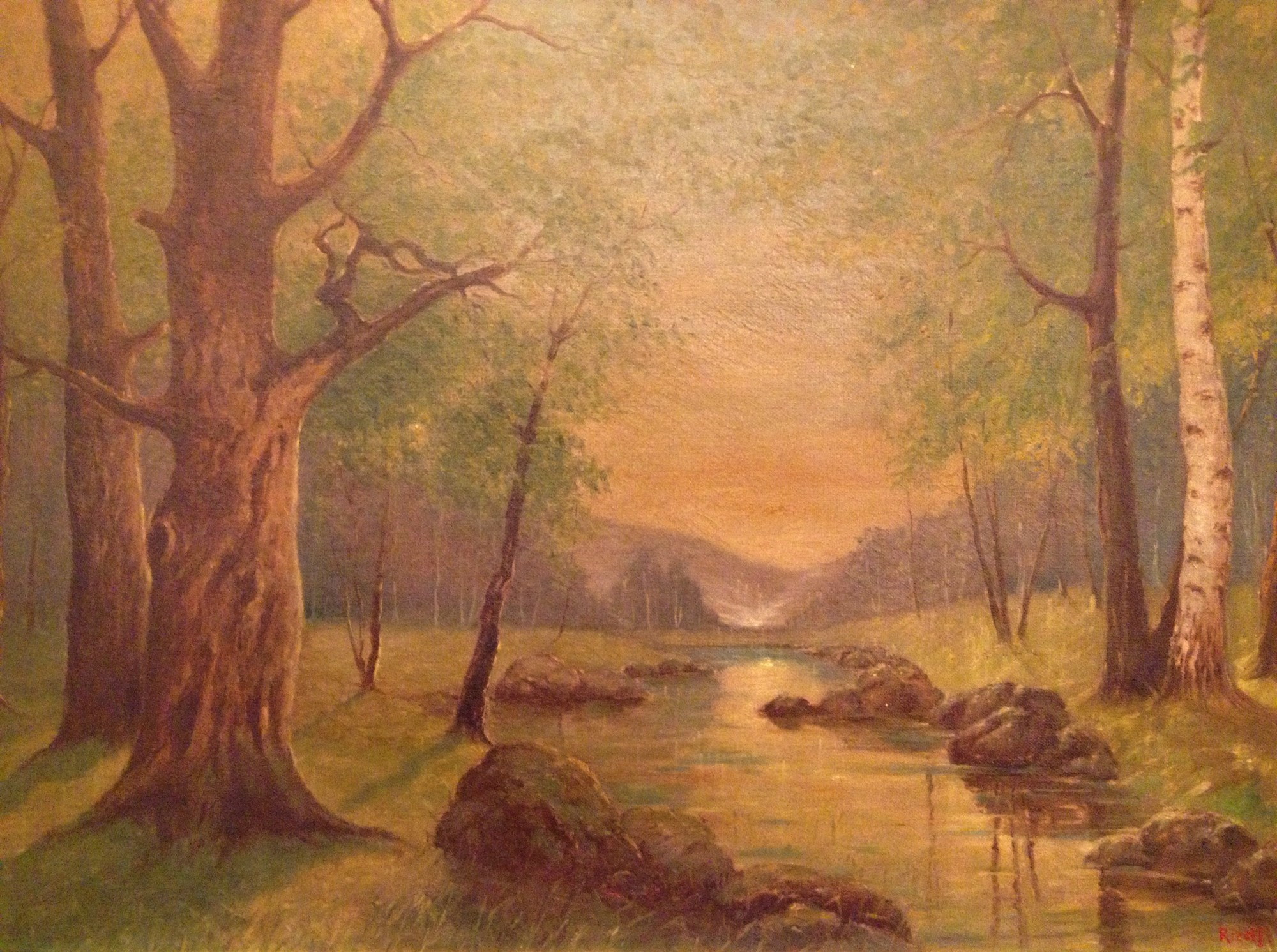
Krajina s potokem
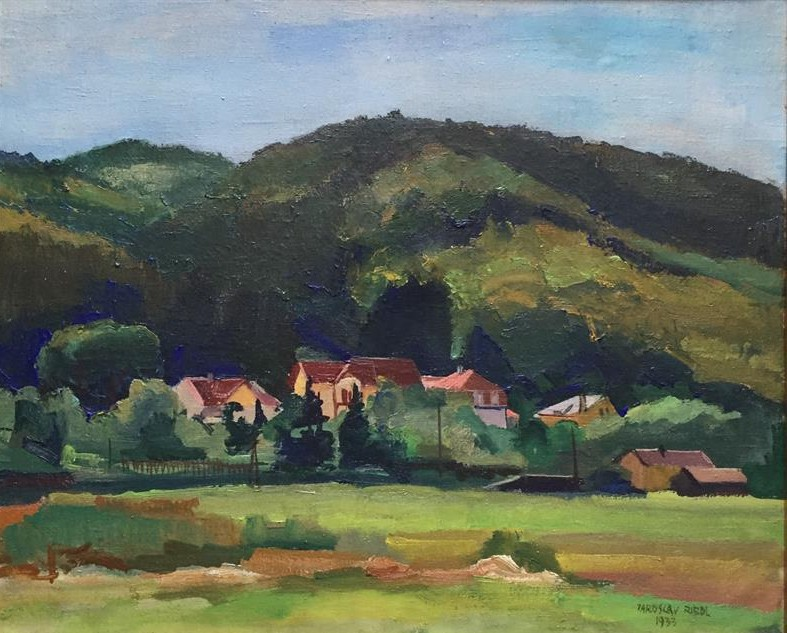
Krajina s vesnicí (1933)
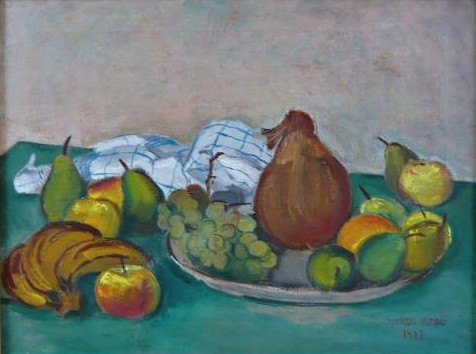
Zátiší s ovocem (1928)
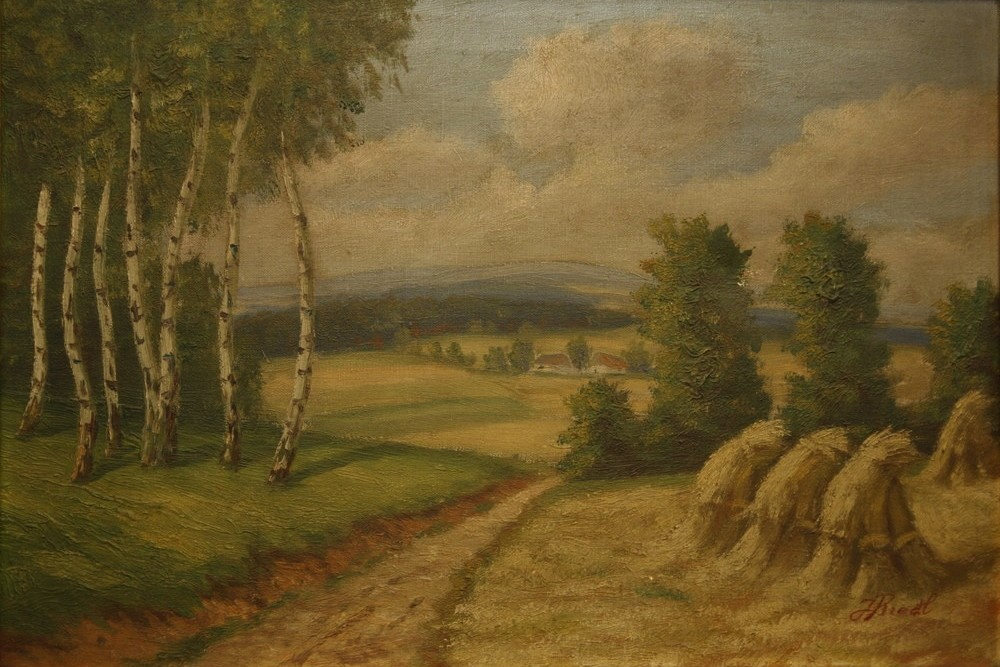
Stohy slámy v krajině